# Charles Pellarin
Charles Pellarin (Jugon, 25 novembre 1804 - Paris, 15 décembre 1883) est un sociologue, anthropologue et journaliste français. Il est le premier biographe de Charles Fourier.

## Biographie
« L'esclavage, le servage, le salariat, telles ont été les solutions successivement données à cette grande et vitale question du travail: solutions qui toutes les trois blessent, -- dans une mesure très différente à la vérité, -- mais enfin qui blessent la justice, ainsi que la dignité humaine. »

— Charles Pellarin, La Question du Travail.
Charles Pellarin naît le 25 novembre 1804. Son père est policier et sa mère est une aristocrate de la famille Rogon. Il est docteur en médecine,  directeur du journal l'impérial de 1834 à 1839 président du conseil d’administration de la société anonyme possédant la Librairie des sciences sociales et principal orateur lors des banquets phalanstériens .

## Ouvrages
- 1840 : 
  - Théorie sociétaire (4e édition 1849)
  - Sur le droit de propriété : réponse à quelques attaques.
- 1843 : Charles, Fourier : sa vie et sa théorie (4e édition 1849).
- 1864 : Essai critique sur la philosophie positive.
- 1868 : 
  - Qu'est-ce que la civilisation ? Lecture faite à la Société d'anthropologie de Paris Dana, séance du 18 juillet 1867.
  - Souvenirs anecdotiques : Médecine navale, saint-simonisme, chouannerie.
- 1872 : Considérations sur le progrès et la classification des sociétés (Bulletin de la Société d'anthropologie).
- 1874 : Lettre de Fourier au grand juge. 4 nivose an XII.
- 1876 : La Question du travail.
- 1877 : 
  - Notice sur Jules Lechevalier et Abel Transon.
  - Une page de l'histoire du saint-simonisme et du fouriérisme.
- 1879 : Cent-septième anniversaire de Fourier. Nécrologie phalanstérienne.